# Pływanie na Letnich Igrzyskach Olimpijskich 2012 – 200 m stylem grzbietowym mężczyzn
Wyścig na 200 m stylem grzbietowym mężczyzn był jedną z konkurencji pływackich rozgrywanych podczas XXX Igrzysk Olimpijskich w Londynie.

## Terminarz
| Data                      | Czas  | Runda      |
| ------------------------- | ----- | ---------- |
| Środa, 1 sierpnia 2012    | 10:21 | Eliminacje |
| Środa, 1 sierpnia 2012    | 19:51 | Półfinał   |
| Czwartek, 2 sierpnia 2012 | 19:48 | Finał      |

## Wyniki

### Eliminacje
Do zawodów przystąpiło 35 zawodników. Zostali podzieleni na 5 biegów. Awans uzyskiwało 16 z najlepszymi czasami. Ostatni wynik dający awans wynosił 1:58,22.

#### Bieg 1
| Poz. | Zawodnik        | Wynik   | Uwagi |
| ---- | --------------- | ------- | ----- |
| 1.   | Derya Büyükuncu | 2:01,68 |       |
| 2.   | Sebastian Stoss | 2:02,91 |       |
| 3.   | Quah Zheng Wen  | 2:03,45 |       |

#### Bieg 2
| Poz. | Zawodnik           | Wynik   | Uwagi |
| ---- | ------------------ | ------- | ----- |
| 1.   | Gábor Balog        | 1:56,98 | Q     |
| 2.   | Pedro Oliveira     | 1:58,83 | NR    |
| 3.   | Darren Murray      | 2:00,01 |       |
| 4.   | Aschwin Wildeboer  | 2:00,02 |       |
| 5.   | Pedro Medel        | 2:00,05 | NR    |
| 6.   | Ołeksandr Isakow   | 2:00,78 |       |
| 7.   | Aleksandr Tarabrin | 2:01,22 |       |
| 8.   | Park Hyung-joo     | 2:01,50 |       |

#### Bieg 3
| Poz. | Zawodnik             | Wynik   | Uwagi |
| ---- | -------------------- | ------- | ----- |
| 1.   | Tyler Clary          | 1:56,24 | Q     |
| 2.   | Nick Driebergen      | 1:57,29 | Q     |
| 3.   | Péter Bernek         | 1:57,52 | Q     |
| 4.   | Tobias Oriwol        | 1:58,06 | Q     |
| 5.   | Kazuki Watanabe      | 1:58,17 | Q     |
| 6.   | Arkadij Wiatczanin   | 1:58,69 |       |
| 7.   | Marco Loughran       | 1:58,72 |       |
| 8.   | Chris Walker-Hebborn | 1:59,00 |       |

#### Bieg 4
| Poz. | Zawodnik           | Wynik   | Uwagi |
| ---- | ------------------ | ------- | ----- |
| 1.   | Ryōsuke Irie       | 1:56,81 | Q     |
| 2.   | Jan-Philip Glania  | 1:57,01 | Q     |
| 3.   | Mitch Larkin       | 1:57,53 | Q     |
| 4.   | Omar Pinzón        | 1:58,20 | Q     |
| 5.   | Leonardo de Deus   | 1:58,22 | Q     |
| 6.   | Matson Lawson      | 1:58,92 |       |
| 7.   | Benjamin Stasiulis | 1:59,52 |       |
| 8.   | Gareth Kean        | 2:00,54 |       |

#### Bieg 5
| Poz. | Zawodnik            | Wynik   | Uwagi |
| ---- | ------------------- | ------- | ----- |
| 1.   | Ryan Lochte         | 1:56,36 | Q     |
| 2.   | Zhang Fenglin       | 1:56,71 | Q     |
| 3.   | Yakov-Yan Toumarkin | 1:57,33 | Q,    |
| 4.   | Yannick Lebherz     | 1:58,07 | Q     |
| 5.   | Radosław Kawęcki    | 1:58,18 | Q     |
| 6.   | Sebastiano Ranfagni | 1:58,76 |       |
| 7.   | Anton Anczin        | 1:59,49 |       |
| 8.   | Xu Jiayu            | 2:00,26 |       |

### Półfinały

#### Półfinał 1
| Poz. | Zawodnik            | Wynik   | Uwagi |
| ---- | ------------------- | ------- | ----- |
| 1.   | Ryan Lochte         | 1:55,40 | Q     |
| 2.   | Ryōsuke Irie        | 1:55,68 | Q     |
| 3.   | Radosław Kawęcki    | 1:56,74 | Q     |
| 4.   | Mitch Larkin        | 1:56,82 | Q     |
| 5.   | Yakov-Yan Toumarkin | 1:57,33 | Q     |
| 6.   | Jan-Philip Glania   | 1:57,43 |       |
| 7.   | Leonardo de Deus    | 1:58,14 |       |
| 8.   | Yannick Lebherz     | 1:58,80 |       |

#### Półfinał 2
| Poz. | Zawodnik        | Wynik   | Uwagi |
| ---- | --------------- | ------- | ----- |
| 1.   | Tyler Clary     | 1:54,71 | Q     |
| 2.   | Zhang Fenglin   | 1:55,66 | Q     |
| 3.   | Kazuki Watanabe | 1:56,81 | Q     |
| 4.   | Nick Driebergen | 1:57,35 |       |
| 5.   | Gábor Balog     | 1:57,56 |       |
| 6.   | Péter Bernek    | 1:57,71 |       |
| 7.   | Tobias Oriwol   | 1:58,74 |       |
| 8.   | Omar Pinzón     | 1:58,99 |       |

### Finał
| Poz. | Zawodnik            | Wynik   | Uwagi |
| ---- | ------------------- | ------- | ----- |
|      | Tyler Clary         | 1:53,41 | OR    |
|      | Ryōsuke Irie        | 1:53,78 |       |
|      | Ryan Lochte         | 1:53,94 |       |
| 4.   | Radosław Kawęcki    | 1:55,59 |       |
| =.   | Zhang Fenglin       | 1:55,59 |       |
| 6.   | Kazuki Watanabe     | 1:57,03 |       |
| 7.   | Yakov-Yan Toumarkin | 1:57,62 |       |
| 8.   | Mitch Larkin        | 1:58,02 |       |